# Biviers
Biviers (phát âm tiếng Pháp: [ˈbivje]) là một xã thuộc tỉnh Isère, vùng Rhône-Alpes đông nam nước Pháp. Xã này nằm ở khu vực có độ cao trung bình 417 mét trên mực nước biển.
Biviers có cự ly 10 km (6,2 mi) so với Grenoble trên tuyến đường D1090, tại chân núi Saint-Eynard.
Mount Blanc có thể nhìn thấy từ xã này.

## Dân số
| Năm | 1962 | 1968 | 1975 | 1982 | 1990 | 1999 | 2005 |
| --- | ---- | ---- | ---- | ---- | ---- | ---- | ---- |
| Dân số | 679  | 964  | 1733 | 2147 | 2258 | 2385 | 2391 |
| From the year 1962 on: No double counting—residents of multiple communes (e.g. students and military personnel) are counted only once. |      |      |      |      |      |      |      |